# Пам'ятка культурної спадщини України
Па́м'ятка культу́рної спа́дщини — об'єкт культурної спадщини, який занесено до Державного реєстру нерухомих пам'яток України.
Па́м'ятка культу́ри — визначна споруда, археологічний об'єкт або витвір мистецтва, що є частиною культурного надбання (культурної спадщини) країни, людства загалом (пам'ятка історії, літератури, мистецтва, мови, права тощо) і охороняється законом. Залежно від наукової, історичної і художньої цінності пам'ятки культури бувають світового, державного і місцевого значення.
На державному обліку в Україні перебуває 152 тис. пам'яток культурно-історичної спадщини, з яких 56 тис. — пам'ятки історії, 7 тис. — пам'ятки монументального мистецтва, близько 15 тис. — пам'ятки містобудування та архітектури. Нерухомі святині зберігаються просто неба, інші пам'ятки історії, матеріальної та духовної культури нації — у музеях України.
Українське законодавство розрізняє 8 видів пам'яток:
1. Археологічні
2. Історичні
3. Монументального мистецтва
4. Архітектури
5. Містобудування
6. Садово-паркового мистецтва
7. Ландшафтні
8. Об'єкти науки і техніки.

## Втрати пам'яток культурної спадщини унаслідокросійського вторгнення в Україну
За даними Міністерства культури та інформаційної політики України станом на 5 липня 2024 року від початку свого вторгнення в Україну РФ зруйнувала або пошкодила 1085 пам’яток культурної спадщини. З них національного значення – 121, місцевого – 884, щойно виявлених – 80.  
За видами пам'яток станом на 8 квітня 2024 року знищені або пошкоджені пам’ятки археології становлять 57 об’єктів, архітектури – 294, архітектури та містобудування – 312, архітектури та містобудування, історії – 66, архітектури та містобудування, монументального мистецтва – 1, архітектури, монументального мистецтва – 7, архітектури, історії  – 40, історії – 221, містобудування – 5, містобудування та монументально-декоративного мистецтва – 19, монументального мистецтва – 21, науки й техніки, архітектури – 2, садово-паркового мистецтва – 1.
Пам’ятки культурної спадщини пошкоджені або зруйновані у 18 областях (станом на 5 липня 2024 року):
- Харківська область – 307 об’єктів;
- Херсонська область – 150;
- Донецька область – 125;
- Одеська область – 116;
- Чернігівська область – 70;
- Київська область та Київ – 69;
- Запорізька область – 46
- Миколаївська область – 45;
- Дніпропетровська область – 39;
- Львівська область – 36;
- Луганська область – 30;
- Сумська область – 26;
- Хмельницька область – 10;
- Полтавська область – 6;
- Вінницька область – 4;
- Житомирська область – 4;
- Кіровоградська область – 1;
- Черкаська область – 1.

Крім того, відбулися повторні влучання у вже пошкодженні пам’ятки культурної спадщини у Запорізькій області.
Станом на січень 2025 року пошкодженими або зруйнованими були обліковані 1222 пам’ятки культурної спадщини у таких областях:
- Харківська область - 324;
- Херсонська - 180;
- Донецька - 164 (Найбільше постраждали пам’ятки Маріупольської, Святогірської та Бахмутської громад, що занесені до Списку історичних населених місць України);
- Одеська - 137;
- Чернігівська - 65;
- Київська та Київ - 83;
- Запорізька - 57;
- Миколаївська - 44;
- Дніпропетровська - 49;
- Львівська - 60;
- Луганська - 32;
- Сумська - 33;
- Хмельницька - 10;
- Полтавська - 6;
- Вінницька - 4;
- Житомирська - 4;
- Кіровоградська - 1;
- Черкаська - 1[3].

До числа зруйнованих або пошкоджених пам'яток культурної спадщини належать:
- Спасо-Преображенський собор в Одесі
- Іванківський історико-краєзнавчий музей на Київщині
- Будинок Василя Тарновського у Чернігові
- Національний літературно-меморіальний музей Григорія Сковороди на Харківщині
- Донецький академічний обласний драматичний театр у Маріуполі
- Садиба Леопольда Кеніґа на Сумщині
- Київський міський будинок учителя
- Свято-Успенська Святогірська лавра на Донеччині
- Каплиця непорочного зачаття пресвятої Діви Марії на Миколаївщині
- Меморіальний музей Романа Шухевича на Львівщині
- Херсонес Таврійський у Криму
- Держпром у Харкові
- Костел Святого Миколая у Києві
- Церква Різдва Пресвятої Богородиці в селі Андріївка Волноваського району Донецької області[4],[5].

Відповідно до положень частини другої статті 7 Гаазької конвенції про захист культурних цінностей у випадку збройного конфлікту спільною директивою Міністра оборони України та Головнокомандувача Збройних Сил України у грудні 2024 року було затверджене рішення про  створення в структурі Центрального управління цивільно-військового співробітництва Генерального штабу ЗСУ спеціального підрозділу із захисту культурної спадщини. Основним завданням підрозділу є координація дій, спрямованих на захист, збереження та запобігання знищенню об’єктів культурної спадщини, які можуть опинитися під загрозою внаслідок бойових дій.